# (35386) 1997 WM43
1997 WM43 (asteroide 35386) é um asteroide da cintura principal. Possui uma excentricidade de 0.06671770 e uma inclinação de 8.52638º.
Este asteroide foi descoberto no dia 29 de novembro de 1997 por LINEAR em Socorro.